# Taka Takata
Taka Takata is een Belgische humoristische stripreeks die naar het hoofdpersonage genoemd is. Taka Takata is een Japanse militaire piloot, maar hij is bijziend en vredelievend. Het andere belangrijke personage is kolonel Rata Hosoja.
Takata is een veelvoorkomende Japanse achternaam en Taka verwijst naar het geluid van een mitrailleur. Het tijdperk waarin het verhaal zich afspeelt is niet concreet gedefinieerd. In het verhaal komen straalvliegtuigen, televisies e.d. voor, dus moet het zich  ongeveer "in onze tijd" afspelen.
Het scenario was van Vicq, de tekeningen van Jo-El Azara. De verhalen werden eerst in stripverhalentijdschrift Kuifje gepubliceerd, maar later werden ze ook in albumvorm uitgegeven.

## Albums
1. Kamikazefietser (1973)
2. Lama-elevator (1973)
3. Overlevingsoperatie (1974)
4. De karateka (1974)

### Buiten reeks
- De gouden haak (1969) in collectie Favorietenreeks
- De kameleoscaaf (1977) in collectie Jong Europa
- Taka Takata ziet ze vliegen (2012) in collectie Arcadia archief